# Надолол
Надолол (Nadolol)*. 2,3-цис-1,2,3,4-Тетрагидро-5-[2-окси-3(трет-бутиламино)]пропокси-2,3-нафталиндиол.
Синонимы: Коргард, Anabet, Betadol, Corgard, Nadic, Solgol. b -Адреноблокатор неизбирательного действия (блокирует b 1 — и b 2 -адренорецепторы). Отличается большой продолжительностью действия. Период полувыведения 20 — 24 ч (период полувыведения пропранолола — 2 — 4 ч, пиндолола — 3 — 4 ч, метопролола — 3 — 5 ч, атенолола — 6 — 9 ч). Не оказывает отрицательного инотропного действия на миокард.
Препарат обладает антиангинальной активностью и применяется для лечения ишемической болезни сердца. Эффективен также при гипертонической болезни (преимущественно в ранних стадиях).
Назначают внутрь (в виде таблеток) независимо от приёма пищи. В связи с продолжительным эффектом может применяться 1 раз (иногда 2 раза) в сутки.
При ишемической болезни сердца принимают начиная с 40 мг 1 раз в сутки.
Через 3-7 дней можно повысить дозу до 80 — 160 мг в сутки (редко до 240 мг). Дозу регулируют в зависимости от эффекта; в случае появления избыточной брадикардии дозу уменьшают. При гипертензии назначают по 40 80 мг 1 раз в сутки, постепенно (с недельными интервалами) повышают дозу до 240 мг в сутки (в 1 — 2 приёма). Можно одновременно применять диуретики или вазодилататоры.
При применении надолола возможны в отдельных случаях явления утомления, бессонница, парестезии, сухость во рту, брадикардия, желудочно-кишечные расстройства.
Как и при лечении другими b -адреноблокаторами, отмену препарата следует производить, постепенно (в течение 2 нед) понижая дозу.
Корзид (Corzide)* является комбинированным препаратом, содержащим в одной таблетке 40 или 80 мг надолола и 5 мг диуретического препарата бендрофлуметиазида, близкого по структуре и действию к дихлотиазиду. Применяют для лечения артериальной гипертензии.

## Противопоказания
Препарат противопоказан при бронхиальной астме и склонности к бронхиолоспазму, синусовой брадикардии и блокаде сердца II или III степени, кардиогенном шоке, при лёгочной гипертензии, «застойном» пороке сердца. Не следует назначать препарат женщинам в период беременности и кормления грудью. Осторожность нужна при почечной и печеночной недостаточности, сахарном диабете.

## Форма выпуска
- Таблетки по 20; 40; 80; 120 и 160 мг (0,02; 0,04; 0,08; 0,12 и 0,16 г) в склянках по 100 и 1000 штук.

## Хранение
Список Б при комнатной температуре, в защищённом от света месте.